# Киргизоведение
Киргизоведение (кирг. Кыргыз таануу) — гуманитарная междисциплинарная научная дисциплина, часть тюркологии. Предметом изучения является язык, история и культура Кыргызстана и населявших его народов. Самым древним научным трактатом, с которого можно начинать историю киргизоведения, является рукопись начала XVI века «Маджму ат-Таварих» (Собрание сведений). Автором этого, написанного на таджикском языке, сочинения был мулла Сайф ад-Дином Ахсикенди, сын домуллы Шах Аббаса. Рукопись содержит самый ранний прозаический пересказ «Манаса», а также самый древний список киргизских родов и племен, в большинстве своем полностью совпадающий с родо-племенной системой современных киргизов.

## Центры киргизоведения
- Факультет киргизоведения Кыргызского национального университета.
- Центр киргизского языка и культуры МГЛУ (Москва)
- Национальный центр манасоведения и художественной культуры НАН КР.

## Киргизоведы
- Абрамзон, Саул Менделевич
- Карасаев, Хусаин Карасаевич
- Шукуров, Джапар Шукурович
- Юдахин Константин Кузьмич
- Амитин-Шапиро, Залман Львович
- Мусаев, Самар Мусаевич
- Бакчиев Талантаалы Алымбекович